# 리사 손힐
리사 손힐(Lisa Thornhill, 1966년 9월 30일 ~ )은 미국의 배우, 텔레비전 배우, 영화배우이다.

## 방송
- 베로니카 마스 시즌3
- CSI 과학수사대 시즌6
- CSI 마이애미 시즌4
- 본즈 1
- 명탐정 몽크 시즌3

## 영화
- 애프터 썬셋 (2004년)
- 베로니카 마스 (2004년)
- 어느날 그녀에게 생긴 일 (2002년)
- 패밀리 맨 (2000년) - 에버리 톰슨 역
- 윌로우성의 비밀 (1995년)
- 프렌즈 (1994년)